# Turing (Programmiersprache)
Turing ist eine Pascal-ähnliche Programmiersprache. Sie wurde 1982 von Richard C. Holt und James Cordy  entwickelt und von der Universität Toronto weiterentwickelt.
Turing ist ein Nachfolger der Programmiersprache Euclid, die bekannt für eine saubere Syntax und eine plattformunabhängige Semantik ist. Sie wird hauptsächlich in Schulen und Universitäten als Lernsprache eingesetzt. Es existieren noch zwei weitere Versionen von Turing, nämlich Object-Oriented Turing und Turing Plus. Im September 2001 wurde Object-Oriented Turing in Turing umbenannt. Das Original bekam dafür den Namen Classic Turing. Turing wird von Holt Software Associates Inc. in Versionen für Unix, Apple Macintosh und Microsoft Windows seit November 2008 als Freeware angeboten.

## Syntax
Das Beispielprogramm Hello World sieht in Turing folgendermaßen aus:
```
put "Hello World!"
```